# Elizabethtown (Pensilvania)
Elizabethtown es un borough ubicado en el condado de Lancaster en el estado estadounidense de Pensilvania. En el año 2000 tenía una población de 11,887 habitantes y una densidad poblacional de 1,763.5 personas por km².

## Geografía
Elizabethtown se encuentra ubicado en las coordenadas 40°9′12″N 76°36′2″O / 40.15333, -76.60056.

## Demografía
Según la Oficina del Censo en 2000 los ingresos medios por hogar en la localidad eran de $42,752 y los ingresos medios por familia eran $52,214. Los hombres tenían unos ingresos medios de $35,764 frente a los $26,316 para las mujeres. La renta per cápita para la localidad era de $18,384. Alrededor del 5.2% de la población estaba por debajo del umbral de pobreza.